# Thủ tướng Pháp
Thủ tướng Pháp (tiếng Pháp: Premier ministre français) là người đứng đầu chính phủ của Pháp. Dưới thời Đệ Tam và Đệ Tứ Cộng hòa Pháp, vị trí đứng đầu chính phủ được gọi là Chủ tịch Hội đồng Bộ trưởng (tiếng Pháp: Président du Conseil des Ministres), thường gọi tắt là Chủ tịch Hội đồng (tiếng Pháp: Président du Conseil).
Thủ tướng đệ trình một danh sách các bộ trưởng lên Tổng thống Pháp. Các sắc lệnh và nghị quyết của Thủ tướng là đề tài giám sát của hệ thống tòa án hành chính. Một số sắc lệnh được đưa ra sau khi có sự tham vấn từ Hội đồng Quốc gia.

## Bổ nhiệm
Thủ tướng được bổ nhiệm bởi Tổng thống Pháp. Tổng thống có quyền chọn bất cứ người nào mình muốn, điều này trái ngược với các thể chế Đại nghị nơi mà nguyên thủ quốc gia phải chỉ định lãnh đạo của đảng lớn nhất trong cợ quan lập pháp. Trên thực tế, chỉ có số ít các thủ tướng là người lãnh đạo đảng của mình trong lúc tại nhiệm. Mặc khác trong khi thủ tướng thường được chọn từ những người nắm chức vụ cao trong Quốc hội, trong một số trường hợp hiếm hoi, Tổng thống lựa chọn một người không nắm giữ chức vụ nhưng người đó có kinh nghiệm trong bộ máy chính quyền hoặc trong ngành ngoại giao, hoặc thành công trong quản lý kinh doanh; ví dụ cựu thủ tướng Dominique de Villepin nắm quyền từ 2005 đến 2007 khi chưa từng giữ một chức vụ được bầu.
Trái lại, bởi vì Hạ viện Pháp có quyền buộc chính phủ từ chức, việc chọn lựa thủ tướng phải được số đông các nghị sĩ đồng tình. Ví dụ, ngay sau cuộc bầu cử năm 1986, Tổng thống François Mitterrand đã chỉ định Jacques Chirac làm thủ tướng, Chirac là thành viên của Tập hợp vì nền Cộng hoà (RPR) và cũng là một đối thủ chính trị của Mitterrand, và mặc dù Đảng Xã hội Pháp của Mitterrand vẫn là đảng lớn nhất trong Quốc hội, RPR có đồng minh trong Liên minh vì Dân chủ Pháp (UDF) nên họ trở thành đa số. Trong trường hợp này, Tổng thống bị buộc phải làm việc với thủ tướng là đối thủ của mình.

## Lịch sử
Dưới thời vương triều, vua Pháp nắm quyền chuyên chế với sự trợ giúp của các đại thần. Trong số các đại thần, một số cá nhân được ghi nhận giữ vai trò quan trọng, có tác động đến quyết sách của nhà vua, được mệnh danh là Tể tướng hay Đại thần đầu triều (tiếng Pháp: Principal ministre d'État). Người đầu tiên được ghi nhận giữ vai trò này là Maximilien I de Béthune, Công tước Sully, được bổ nhiệm vào năm 1598, dưới thời vua Henri IV. Vị trí này được xem là tương đương với chú vụ Thủ tướng Pháp ngày nay.

## Danh sách thủ tướng Pháp

### Vương quốc Pháp(843-1792)
- Maximilien I de Béthune (1589-1611)
- Nicolas de Neufville (1611-1614)
- Concino Concini (1614-1615)
- Hồng y Richelieu (1624-1642)
- Hồng y Mazarin (1642-1661)
- Guillaume Dubois (tháng 2 năm 1723 - tháng 8 năm 1723)
- Philippe II của Pháp (tháng 8 năm 1723 - tháng 12 năm 1723)
- Louis Henri (1723-1726)
- André-Hercule de Fleury (1726-1743)
- Étienne François (1758-1770)
- René Nicolas Charles Augustin de Maupeou (1770-1774)
- Jean-Frédéric Phélypeaux (1774-1781)
- Charles Gravier (1781-1787)
- Étienne Charles de Loménie de Brienne (1787-1788)
- Jacques Necker (1788-1789; 1789-1790)
- Louis Auguste Le Tonnelier (11 tháng 7 năm 1789 - 16 tháng 7 năm 1789)
- Armand Marc de Montmorin Saint-Hérem (1790-1791)

### Đệ Nhất Cộng hòa Pháp(1792-1804)
- Jean-Marie Roland (1792-1793)
- Dominique Joseph Garat (tháng 1 năm 1793 - tháng 8 năm 1793)
- Jules-François Paré (1793-1794)
- Jean-Marie Claude Alexandre Goujon (5 tháng 4 năm 1794 - 8 tháng 4 năm 1794)
- Martial Joseph Armand Herman (8 tháng 4 năm 1794 - 20 tháng 4 năm 1794)
- Hugues-Bernard Maret (1799-1804)

### Đệ Nhất đế chế Pháp(1804-1815)
- Jean Jacques Régis de Cambacérès (1804-1814)

### HậuVương quốc Pháp(1815-1848)
- Charles Maurice de Talleyrand-Périgord (tháng 7 năm 1815 - tháng 9 năm 1815)
- Armand-Emmanuel du Plessis de Richelieu (1815-1818; 1820-1821)
- Jean-Joseph, Marquis Dessolles (1818-1819)
- Élie, duc Decazes (1819-1820)
- Jean-Baptiste de Villèle (1821-1828)
- Jean Baptiste Gay, vicomte de Martignac (1828-1829)
- Jules de Polignac (1829-1830)
- Victor de Broglie (tháng 8 năm 1830 - tháng 11 năm 1830; 1835-1836)
- Jacques Laffitte (1830-1831)
- Casimir Pierre Périer (1831-1832)
- Nicolas Jean de Dieu Soult (1832-1834; 1839-1840; 1840-1847)
- Étienne Maurice Gérard (tháng 7 năm 1834 - tháng 11 năm 1834)
- Hugues-Bernard Maret, duc de Bassano (10 tháng 11 năm 1834 - 18 tháng 11 năm 1834)
- Édouard Mortier, duc de Trévise (1834-1835)
- Adolphe Thiers (tháng 2 năm 1836 - tháng 9 năm 1836; tháng 3 năm 1840 - tháng 10 năm 1840)
- Louis-Mathieu Molé (1836-1839; 23 tháng 2 năm 1848 - 24 tháng 2 năm 1848)
- François Guizot (1847-1848)

### Đệ Nhị Cộng hòa Pháp(1848-1852)
- Jacques-Charles Dupont de l'Eure (tháng 2 năm 1848 - tháng 5 năm 1848)
- François Arago (tháng 5 năm 1848 - tháng 6 năm 1848)
- Louis-Eugène Cavaignac (tháng 6 năm 1848 - tháng 12 năm 1848)
- Odilon Barrot (1848-1849)
- Alphonse Henri d'Hautpoul (1849-1851)
- Léon Faucher (tháng 4 năm 1851 - tháng 10 năm 1851)

### Đệ Nhị Đế chế Pháp(1852-1870)
- Émile Ollivier (tháng 2 năm 1870 - tháng 8 năm 1870)
- Charles Cousin-Montauban (tháng 8 năm 1870 - tháng 9 năm 1870)

### Đệ Tam Cộng hòa Pháp(1870-1940)
- Louis-Jules Trochu (1870-1871)
- Jules Armand Dufaure (1871-1873; tháng 2 năm 1876 - tháng 12 năm 1876; 1877-1879)
- Albert, 4th duc de Broglie (1873-1874; tháng 5 năm 1877 - tháng 11 năm 1877)
- Ernest Courtot de Cissey (1874-1875)
- Louis Buffet (1875-1876)
- Jules Simon (1876-1877)
- Gaëtan de Rochebouët (tháng 11 năm 1877 - tháng 12 năm 1877)
- William Waddington (tháng 2 năm 1879 - tháng 12 năm 1879)
- Charles de Freycinet (1879-1880; tháng 1 năm 1882 - tháng 8 năm 1882; 1890-1892)
- Jules Ferry (1880-1881; 1883-1885)
- Léon Gambetta (1881-1882)
- Charles Duclerc (1882-1883)
- Armand Fallières (tháng 2 năm 1883 - tháng 3 năm 1883)
- Henri Brisson (1885-1886; tháng 6 năm 1898 - tháng 11 năm 1898)
- René Goblet (1886-1887)
- Maurice Rouvier (tháng 5 năm 1887 - tháng 12 năm 1887; 1905-1906)
- Pierre Tirard (1887-1888; 1889-1890)
- Charles Floquet (1890-1892)
- Émile Loubet (tháng 2 năm 1892 - tháng 12 năm 1892)
- Alexandre Ribot (1892-1893; tháng 1 năm 1895 - tháng 11 năm 1895; 9 tháng 6 năm 1914 - 13 tháng 6 năm 1914; tháng 3 năm 1917 - tháng 9 năm 1917)
- Charles Dupuy (tháng 4 năm 1893 - tháng 12 năm 1893; 1894-1895)
- Jean Casimir-Perier (1893-1894)
- Léon Bourgeois (1895-1896)
- Jules Méline (1896-1898)
- Pierre Waldeck-Rousseau (1899-1902)
- Émile Combes (1902-1905)
- Ferdinand Sarrien (tháng 3 năm 1906 - tháng 10 năm 1906)
- Georges Clemenceau (1906-1909; 1917-1920)
- Aristide Briand (1909-1911; tháng 1 năm 1913 - tháng 3 năm 1913; 1915-1917; 1921-1922; 1925-1926; tháng 7 năm 1929 - tháng 11 năm 1929)
- Ernest Monis (tháng 3 năm 1911 - tháng 6 năm 1911)
- Joseph Caillaux (1911-1912)
- Raymond Poincaré (1912-1913; 1922-1924; 1926-1929)
- Louis Barthou (tháng 3 năm 1913 - tháng 9 năm 1913)
- Gaston Doumergue (1913-1914; tháng 2 năm 1934 - tháng 11 năm 1934)
- René Viviani (1914-1915)
- Paul Painlevé (tháng 9 năm 1917 - tháng 11 năm 1917; tháng 4 năm 1925 - tháng 11 năm 1925)
- Alexandre Millerand (tháng 1 năm 1920 - tháng 9 năm 1920)
- Georges Leygues (1920-1921)
- Frédéric François-Marsal (8 tháng 6 năm 1924 - 15 tháng 6 năm 1924)
- Édouard Herriot (1924-1925; 20 tháng 7 năm 1926 - 23 tháng 7 năm 1926; tháng 6 năm 1932 - tháng 12 năm 1932)
- André Tardieu (1929-1930; tháng 3 năm 1930 - tháng 12 năm 1930; tháng 2 năm 1932 - tháng 6 năm 1932)
- Camille Chautemps (tháng 2 năm 1930 - tháng 3 năm 1930; 1933-1934; 1937-1938)
- Théodore Steeg (1930-1931)
- Pierre Laval (1931-1932; 1935-1936)
- Joseph Paul-Boncour (1932-1933)
- Édouard Daladier (tháng 1 năm 1933 - tháng 10 năm 1933; tháng 1 năm 1934 - tháng 2 năm 1934; 1938-1940)
- Albert Sarraut (tháng 10 năm 1933 - tháng 11 năm 1933; tháng 1 năm 1936 - tháng 6 năm 1936)
- Pierre-Étienne Flandin (1934-1935)
- Fernand Bouisson (1 tháng 6 năm 1935 - 7 tháng 6 năm 1935)
- Léon Blum (1936-1937; tháng 3 năm 1938 - tháng 4 năm 1938)
- Paul Reynaud (tháng 3 năm 1940 - tháng 6 năm 1940)

### Chính phủ Vichy(1940-1944)
- Philippe Pétain (tháng 6 năm 1940 - tháng 7 năm 1940)
- Pierre Laval (tháng 7 năm 1940 - tháng 12 năm 1940; 1942-1944)
- Pierre-Étienne Flandin (1940-1941)
- François Darlan (1941-1942)

### Chính phủ lâm thời Cộng hòa Pháp(1944-1947)
- Charles de Gaulle (1944-1946)
- Félix Gouin (tháng 1 năm 1946 - tháng 6 năm 1946)
- Georges Bidault (tháng 6 năm 1946 - tháng 11 năm 1946)
- Vincent Auriol (tháng 11 năm 1946 - tháng 12 năm 1946)
- Léon Blum (1946-1947)

### Đệ Tứ Cộng hòa Pháp(1947-1959)
- Paul Ramadier (tháng 1 năm 1947 - tháng 11 năm 1947)
- Robert Schuman (1947-1948; 2 tháng 9 năm 1948 - 11 tháng 9 năm 1948)
- André Marie (tháng 7 năm 1948 - tháng 9 năm 1948)
- Henri Queuille (1948-1949; 2 tháng 7 năm 1950 - 12 tháng 7 năm 1950; tháng 3 năm 1951 - tháng 8 năm 1951)
- Georges Bidault (1949-1950)
- René Pleven (1950-1951; 1951-1952)
- Edgar Faure (tháng 1 năm 1952 - tháng 3 năm 1952; 1955-1956)
- Antoine Pinay (1952-1953)
- René Mayer (tháng 1 năm 1953 - tháng 6 năm 1953)
- Joseph Laniel (1953-1954)
- Pierre Mendès France (1954-1955)
- Christian Pineau (quyền Thủ tướng, 17 tháng 2 năm 1955 - 23 tháng 2 năm 1955)
- Guy Mollet (1956-1957)
- Maurice Bourgès-Maunoury (tháng 3 năm 1957 - tháng 11 năm 1957)
- Félix Gaillard (1957-1958)
- Pierre Pflimlin (tháng 5 năm 1958 - tháng 6 năm 1958)
- Charles de Gaulle (1958-1959)

### Đệ Ngũ Cộng hòa Pháp(1959-nay)
- Michel Debré (1959-1962)
- Georges Pompidou (1962-1968)
- Maurice Couve de Murville (1968-1969)
- Jacques Chaban-Delmas (1969-1972)
- Pierre Messmer (1972-1974)
- Jacques Chirac (1974-1976; 1986-1988)
- Raymond Barre (1976-1981)
- Pierre Mauroy (1981-1984)
- Laurent Fabius (1984-1986)
- Michel Rocard (1988-1991)
- Édith Cresson (1991-1992)
- Pierre Bérégovoy (1992-1993)
- Édouard Balladur (1993-1995)
- Alain Juppé (1995-1997)
- Lionel Jospin (1997-2002)
- Jean-Pierre Raffarin (2002-2005)
- Dominique de Villepin (2005-2007)
- François Fillon (2007-2012)
- Jean-Marc Ayrault (2012-2014)
- Manuel Valls (2014-2016)
- Bernard Cazeneuve (2016-2017)
- Édouard Philippe (2017-2020)
- Jean Castex (2020-2022)
- Élisabeth Borne (2022-2024)
- Gabriel Attal (1/2024-9/2024)
- Michel Barnier (9/2024-12/2024)